# Albert Peppler
Christian August Gustav Albert Peppler (* 30. April 1882 in Grünberg; † 19. Mai 1942 in Karlsruhe-Durlach) war ein deutscher Meteorologe.

## Leben
Peppler war der Sohn des Fabrikanten Karl Peppler und seiner Frau Erailie, geb. Dörr. Schon als 15-Jähriger richtete er zusammen mit seinem Bruder eine meteorologische Station ein. Nach dem Abitur im Jahr 1900 studierte er Physik, Mathematik und Geografie in Darmstadt, München und Gießen. Während des Studiums übernahm er verschiedenen meteorologische Stellen auf der Zugspitze und später in Bromberg. 1907 legte Peppler das Staatsexamen ab, 1910 wurde er in Gießen promoviert, 1912 habilitiert.
Peppler erforschte insbesondere die Luftdruckveränderungen und verbesserte damit die Wettervorhersage. Die ersten Wettervorhersagen gab der von Peppler gegründete Wetterdienst 1903 aus.
Nach dem Ersten Weltkrieg wurde Peppler Oberlehrer, 1919 außerplanmäßiger Professor in Gießen. 1925 wurde er Honorarprofessor und Direktor der Badischen Landeswetterwarte sowie erster Leiter des Meteorologischen Instituts in Karlsruhe.
1934 wurde die Landeswetterwarte aufgelöst, Peppler blieb weiterhin am Institut tätig.
Seit 1919 gab er zusammen mit seinem Bruder Wilhelm die Zeitschrift „Das Wetter. Monatsschrift für Witterungskunde“ heraus.

## Schriften (Auswahl)
- Das nordatlantische Passatgebiet dargestellt auf Grund aerologischer Forschungen. Dieterich, Göttingen 1910 (zugl. Gießen, Univ., Diss., 1910).
- Aerologische Studien über Zyklonen and Antizyklonen. Nemnich, Leipzig 1912 (zugl. Giessen, Univ., Habil.-Schr., 1912).
- Beiträge zum Strahlungsklima Badens. Braun, Karlsruhe.
  - Bd. 1.: Teil 1: Messungen d. Intensität d. direkten Sonnenstrahlung in Karlsruhe, St. Blasien und auf dem Feldbergobservatorium im Schwarzwald; Teil 2: Der Sonnenschein in Baden. Braun, Karlsruhe 1925 (Veröffentlichungen der Badischen Landeswetterwarte; 7) (Abhandlungen / Badische Landeswetterwarte; 4).
  - Bd. 2: Messungen d. photochem. Tageshelligkeit m. Eder-Hechtschen Graukeilphotometern in Karlsruhe u. auf d. Feldberg (Schwarzwald) i.d.J. 1923–1935. Braun, Karlsruhe 1925 (Veröffentlichungen der Badischen Landeswetterwarte; 8) (Abhandlungen / Badische Landeswetterwarte; 5).

- Die Badische Landeswetterwarte Karlsruhe. Ihre Einrichtungen und Arbeiten. G. Braunsche Hofbuchdr., Karlsruhe 1922.
- Ergebnisse von Sichtmessungen in Karlsruhe mit vergleichenden Untersuchungen. Akademische Verlagsgesellschaft, Leipzig 1927 (Veröffentlichungen der Badischen Landeswetterwarte; 10) (Abhandlungen / Badische Landeswetterwarte; 6).
- Nachtrag zu den Messungen der rot-ultraroten direkten Sonnenstrahlung in Karlsruhe und auf dem Feldberg (Schwarzwald). G. Braun, Karlsruhe 1927 (Veröffentlichungen der Badischen Landeswetterwarte; 11) (Abhandlungen / Badische Landeswetterwarte; 7).
- Die Gesamtstrahlung von Sonne und Himmel in Karlsruhe. In: Beiträge zur Physik der freien Atmosphäre, Bd. 16 (1930), H. 2, S. 180–198.
- Energieschwankungen der nordatlantischen Zirkulation und Sonnenflecken 1881–1923. In: Gerlands Beiträge zur Geophysik. Bd. 29 (1931), S. 187–200.